# Vera Fischer (mathématicienne)
Pour l’article homonyme, voir Vera Fischer.
Vera V. Fischer est une mathématicienne autrichienne spécialisée dans la théorie des ensembles, la logique mathématique et la combinatoire. Elle est privat-dozent au centre de recherche de logique mathématique Kurt Gödel  à l'université de Vienne.

## Études et carrière
Fischer obtient son doctorat en 2008 à l'université York, au Canada. Sa thèse, The Consistency of Arbitrarily Large Spread between the Bounding and the Splitting Numbers, a été encadrée par Juris Steprāns.
Avant de rejoindre le centre de recherche Kurt Gödel, elle travaille à l'université technique de Vienne de 2014 à 2015, où elle dirige un projet dans le cadre du programme Lise Meitner du Fonds autrichien pour la science (de). En 2017 elle reçoit le Prix Start.